# Nordingrå
Nordingrå est une localité de Suède, de la commune de Kramfors dans le comté de Västernorrland.